# Каплунович, Пётр Соломонович
Каплунович Пётр Соломонович (2 марта 1924, Проскуров — 2 мая 1985, Челябинск) — советский офтальмолог. Доктор медицинских наук (1968), профессор (1969).

## Биография
Пётр Соломонович Каплунович родился 2 марта 1924 года в городе Проскурове, административном центре Проскуровского уезда Подольской губернии Украинской ССР СССР (ныне город Хмельницкий, административный центр Хмельницкой области Украины). В 1949 окончил Челябинский государственный медицинский институт. Ученик профессора А. Б. Кацнельсона. С 1950 по 1956 год Пётр Соломонович работал ординатором глазного отделения Челябинской областной клинической больницы. В 1957—1966 ассистент, а с 1967 по 1985 год — заведующий кафедрой глазных болезней Челябинского государственного медицинского института. В 1959 защитил кандидатскую диссертацию на тему «Патогенез, клиника и оперативное лечение рубцового ксероза». В 1968 году ему было присвоено звание доктора медицинских наук. П. С. Каплунович разработал новый хирургический метод лечения рубцового ксероза (ксерофтальмии), предложил новую патогенетическую классификацию ожоговой болезни глаз. Был председателем Челябинского областного научного общества офтальмологов, членом правлений Всесоюзного и Всероссийского офтальмологических обществ. Автор 66 научных работ, основными научными направлениями которых являлись ксерофтальмия и химические ожоги глаз. Умер 2 мая 1985 года. Похоронен на Успенском кладбище города Челябинска.

### Сочинения
- Ксерофтальмия и её оперативное лечение. Ч., 1960;
- Operative treatment of xerophtalmia by transplantation of dictus stenoni into conjunctivas sac // XIX Consilium ophthalmologium, India. 1962;
- Основные принципы терапии тяжёлых и очень тяжёлых химических ожогов глаз // Офтальмол. журн. 1969. № 7.
- Химические ожоги глаз.- Челябинск, 1972.